# Ракфіск
Ракфіск — особливий вид закваски форелі в Норвегії. При цьому риба має нестерпний запах і пікантний ніжний смак.

## Етимологія
У перекладі з норвезької мови перша частина слова «rak» означає вимочений у розсолі, друга частина «fisk» — риба. Остаточний переклад — риба, витримана в соляному розчині.

## Історія появи
Поява страви пов'язана з епохою вікінгів. У мерзлій землі вони викопували яму, куди засипали сіль і складали рибу. Усе це дозволяло її довше зберігати.
Історичною батьківщиною страви вважається Фагернес (долина Вальдрес, східна Норвегія).

## Приготування
Рибу потрібно випатрати, видалити зябра, ретельно помити. Скласти в діжку, додати приправи. Розрахунок: на 1 кг форелі — 80 г солі та 25 г цукру. Цукор необхідний, щоб прискорити процес ферментацїї.
Діжки виносять до приміщення з температурою 5 °C й витримують під пресом у соляному розчині протягом двох-шести місяців. Завдяки низькій температурі ракфіск кваситься й отримує неперевершений аромат.

### Як куштувати страву
Готовий продукт не потрібно варити та смажити, його їдять у сирому вигляді. Відрізають тоненькі скибочки, кладуть рядком на шматочок житнього хліба, зверху додають зеленої цибулі. Інший рецепт: скибочки філе поливають сметаною, пропонують скуштувати з нарізаною сирою цибулею.
Специфічний запах риби не лякає норвежців-гурманів. Квашену форель їдять із задоволенням, запиваючи елем чи пивом.

## Популярність ракфіску
Улюбленому делікатесу присвячений фестиваль солоної риби, який щорічно проходить у Норвегії в невеличкому поселенні Фагернес (у проміжок із 30 жовтня по 1 листопада). Головна подія заходу — дегустація ракфіска нового посолу. Свято супроводжується концертами живої музики, веселими іграми та конкурсами для дорослих і дітей.
Узагалі, ракфіск вважається сезонною стравою, його вживають із жовтня до початку березня. Щорічно в Норвегії з'їдається близько 500 тонн ракфіска.